# نیروهای مسلح بنگلادش
نیروهای مسلح بنگلادش (بنگالی: বাংলাদেশ সশস্ত্র বাহিনী) مجموعه نیروهای نظامی بنگلادش است، که از ارتش بنگلادش، نیروی دریایی بنگلادش و نیروی هوایی بنگلادش تشکیل می‌شود.